# Partito Comunista degli Stati Uniti d'America
Il Partito Comunista degli Stati Uniti d'America (in inglese Communist Party of the United States of America, abbreviato in CPUSA o Communist Party USA) è un partito politico d'ispirazione comunista fondato a Chicago nel 1919 da Charles Ruthenberg e Louis Fraina.
Sin dall'inizio le autorità attaccarono il partito, i cui lavori si svolsero in clandestinità tra il 1919 e il 1923. Durante la Seconda guerra mondiale, il partito seguì la linea filo-sovietica e venne messo al bando il 24 agosto 1954 (Communist Control Act of 1954). Il maccartismo prima e le vittorie di Ronald Reagan poi fecero entrare il Partito in una grave crisi, dalla quale sembra essersi faticosamente ripreso almeno in parte solo nel XXI secolo. Il CPUSA conta circa 5.000 membri. Ha organizzato diverse manifestazioni contro l'invasione dell'Afghanistan e dell'Iraq da parte degli Stati Uniti d'America.

## Storia

### Origini e fondazione
Il primo partito politico socialista degli USA è stato il Socialist Labor Party of America, costituito nel 1876, che per molti anni fu una forza vitale nel movimento socialista internazionale. Dalla metà degli anni novanta dell'Ottocento, tuttavia, il SLP passò sotto l'influenza di Daniel De Leon, il cui anarco-sindacalismo fu molte volte contestato da diversi membri del movimento: fu così che avvenne la scissione che portò l'ala riformista a fondare il Partito Socialdemocratico d'America nel 1898. Nel 1901 il Partito Socialdemocratico si unì ad alcuni membri fuoriusciti del Socialist Labor Party of America, portando alla nascita del Partito Socialista d'America.
Tuttavia anche nel Partito Socialista d'America ci furono dei contrasti interni tra la corrente moderata e quella massimalista, con quest'ultima che riusciva, con grande costernazione di molti leader del partito, ad ottenere un maggiore consenso tra i lavoratori: si venne quindi a creare uno scostamento politico tra una dirigenza moderata e una base radicale. Nel gennaio del 1919 Lenin invitò l'ala sinistra del Partito Socialista d'America ad entrare nel Comintern e ciò contribuì a far emergere ancor di più le differenze ideologiche tra le due fazioni del PS.
Durante la primavera del 1919 i massimalisti del PS attuarono una campagna interna di propaganda che fruttò un referendum sull'approvazione dell'ingresso nell'Internazionale Comunista che riscosse l'appoggio del 90% dei membri, ma la leadership del partito decise d'autorità di invalidare le consultazioni. Nelle elezioni per la scelta dei membri del Comitato Esecutivo, l'ala più radicale ottenne 12 seggi su 15 e, forti del risultato elettorale, iniziarono a espellere dal partito gli esponenti più moderati. Questi ultimi tuttavia risposero a livello locale, allontanando dalle direzioni statali alcuni militanti estremisti: lo scontro, ormai, era al culmine.
Il 30 agosto del 1919 si tenne a Chicago un congresso straordinario del PS; l'ala sinistra era a un bivio: o forzare la mano e tentare un controllo diretto del partito (invitando a votare di soppiatto i delegati radicali precedentemente espulsi) oppure dare vita a una scissione. John Reed e Benjamin Gitlow supportarono la prima ipotesi, mentre Charles Ruthenberg e Louis C. Fraina optarono per la seconda e il 1º settembre essi presenziarono un congresso indipendente in cui si tenne il battesimo del Partito Comunista statunitense.

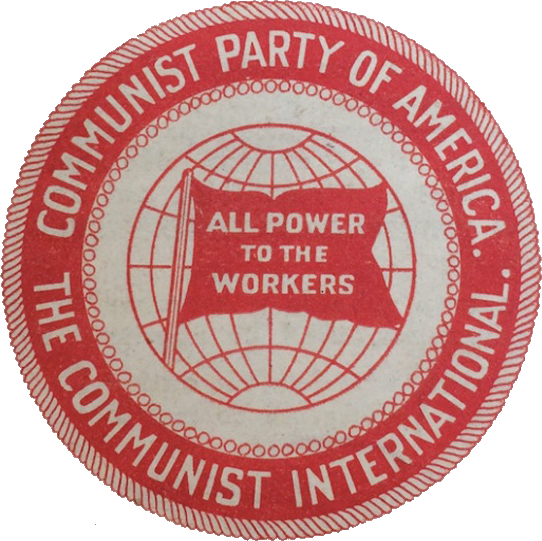
Primo logo

Nel frattempo il piano di Reed e Gitlow andò in frantumi, perché una soffiata alla polizia portò allo smascheramento e all'arresto dei delegati rivoluzionari. Questi ultimi preferirono, almeno in un primo momento, non aderire al CPUSA e creare un movimento tutto loro: nacque così, sempre il 30 agosto, il Communist Labor Party of America con a capo Alfred Wagenknecht.
La presenza di due partiti comunisti concorrenti, che potevano contare su circa 12.000 membri, non piacque al Comintern che invitò i due movimenti a fondersi per creare un partito comunista unito che seguisse le direttive di Mosca. All'interno del CPUSA il già citato Ruthenberg e Jay Lovestone accettarono questa direttiva mentre Nicholas I. Hourwich e Alexander Bittelman, capi della corrente indipendentista, mostrarono una certa insofferenza ma dovettero piegarsi a un successivo e ben più duro richiamo del Comintern: nel maggio del 1921 il CLP confluì nel CPUSA.
In questi primi anni solo il 5% circa dei membri del partito erano autoctoni anglofoni: molti militanti infatti erano immigrati che provenivano dai ranghi dell'Industrial Workers of the World.

### La "paura rossa" e la clandestinità (1919-1923)
Fin dalla sua nascita, il Partito Comunista statunitense venne attaccato dai governi statali e federali e più tardi anche dall'FBI. Nel 1919, dopo una serie di attentati e omicidi di funzionari del governo e di giudici (che vennero poi fatti risalire a militanti anarchici legati a Luigi Galleani), il Dipartimento di Giustizia guidato dal procuratore generale A. Mitchell Palmer, che agì in virtù del Sedition Act del 1918, ordinò l'arresto di migliaia di membri stranieri del partito, molti dei quali vennero deportati nei loro stati d'origine. Il clima anticomunista, noto come "paura rossa" o "red scare" in inglese, che ne seguì costrinse il CPUSA alla clandestinità: i dirigenti del partito usarono degli pseudonimi e si riunirono segretamente nel tentativo di sfuggire alle autorità.
Il partito seppe comunque approfittare della clandestinità per aumentare il numero dei suoi membri finché, nel dicembre del 1921, risorse come movimento legale cambiando però temporaneamente nome in Partito dei Lavoratori d'America (Workers Party of America, WPA). Una parte dei membri del partito comunque preferirono continuare ad operare in clandestinità (erano noti come l'"apparato comunista segreto"), riuscendo ad avere rapporti segreti con il Partito Comunista dell'Unione Sovietica: ciò consentì al PCUS di cooptare i membri del CPUSA.
Nei primi anni venti il CPUSA si ingrossò anche in conseguenza della massiccia immigrazione verso gli Stati Uniti; moltissimi ebrei provenienti dell'Europa orientale si iscrissero al partito e alcuni di essi riuscirono ad avere ruoli preminenti. Di conseguenza si venne a creare un clima antisemita e xenofobo che portò alla promulgazione della restrittiva Immigration Act nel 1924. Molti letterati e i mass-media diedero vita a una campagna anticomunista e antisemita che ebbe il culmine quando Henry Ford diede alle stampe il volume The International Jew.

### Le lotte intestine (1923-1929)
Ora che il "partito aperto", così com'era conosciuto, era tornato legale i comunisti decisero che la loro prima missione era quella di ottenere consensi all'interno della classe operaia. Invitati al V congresso mondiale del Comintern nel 1925 i comunisti statunitensi sposarono la tesi secondo cui i marxisti-leninisti di tutto il mondo dovevano, qualora ovviamente si fosse creata l'opportunità, allearsi con le forze socialdemocratiche cercando al tempo stesso di inglobarle: il periodo dal 1917 al 1924 aveva rappresentato una recrudescenza della rivoluzione ed era stato caratterizzato dalla stabilizzazione del capitalismo; pertanto dall'ottobre in poi i colpi di stato rivoluzionari erano stati respinti e stessa sorte avrebbero avuto quelli eventualmente tentati in un futuro prossimo. I comunisti americani intrapresero da quel momento in poi un duro lavoro di individuazione di possibili alleati.
Questa ricerca venne resa più difficile da una lotta intestina al partito. Sorsero due fazioni: una parte del CPUSA si strinse intorno al segretario nazionale Ruthenberg e a Lovestone mentre l'opposizione interna guardava principalmente a William Z. Foster, fondatore e guida del sindacato Trade Union Educational League, e a James P. Cannon, anch'egli sindacalista e presidente del gruppo International Labor Defense.
Mentre Ruthenberg guidava l'ala filo-sovietica, Foster era il rappresentante della parte movimentista del partito: appassionato sindacalista, coinvolto nel cosiddetto "Steel Strike" del 1919 e membro dell'Industrial Workers of the World, aveva contatti con il Partito Progressista e vedeva di buon occhio i gruppi pro agrari che stavano sorgendo negli States. Sotto la pressione del Comintern, tuttavia, il partito ruppe i contatti sia con gli agrari che con i progressisti e Foster venne invitato a non ostacolare la rielezione di Ruthenberg alla segreteria. L'ex sindacalista accettò ma la lotta interna non smise e uno sciopero organizzato nel 1926 dalle donne lavoratrici di New York fallì anche a causa della rivalità tra le due fazioni.
Ruthenberg morì nel 1927 e il suo alleato Lovestone gli succedette come segretario del partito. L'anno seguente Cannon partecipò al VI Congresso del Comintern sperando di usare i suoi collegamenti con i vertici dell'Internazionale per riconquistare il vantaggio contro la fazione di Lovestone. Tuttavia Cannon e Maurice Spector del Partito Comunista del Canada trovarono accidentalmente una copia della "Critica al progetto di programma del Comintern" di Trotsky e leggendola aderirono alle tesi ivi espresse. Tornato in patria Cannon e i suoi amici Max Shachtman e Martin Abern, ossia i rappresentanti dell'opposizione di sinistra, vennero espulsi dal partito con l'accusa di trotskismo e pertanto diedero vita alla Lega Comunista d'America, sezione statunitense della Quarta Internazionale.
Nello stesso congresso in cui si decise l'espulsione dei trotskisti, Lovestone aveva impressionato la dirigenza del Partito Comunista dell'Unione Sovietica come un forte sostenitore di Nikolaj Bucharin, il segretario generale del Comintern. Quando nel 1929 fu sconfitto da Stalin, venendo escluso dal Politburo e rimosso come capo del Comintern, la posizione di Lovestone si fece molto critica e una delegazione del Comintern gli chiese di dimettersi da segretario del partito in favore del suo rivale Foster, nonostante il sostegno precedentemente ricevuto della stragrande maggioranza dei membri del partito. Lovestone partì alla volta dell'URSS e fece un appello al Comintern implorando di rimanere segretario, visto il consenso di cui godeva, ma Stalin gli rispose che egli aveva la maggioranza solo perché era visto dai membri come il rappresentante più filosovietico della dirigenza comunista: persa questa caratteristica, sarebbe stata persa anche la fiducia dei militanti.
Lovestone non si piegò e venne successivamente espulso dal partito insieme a Benjamin Gitlow: teoricamente l'epurazione non avvenne per la sua insubordinazione all'"uomo d'acciaio" ma perché aveva pubblicamente sostenuto la tesi secondo cui il socialismo si sarebbe impiantato pacificamente negli Stati Uniti. Lovestone e Gitlow fondarono due gruppi pro-Bucharin che aderirono all'internazionalismo della "destra comunista"; essi tuttavia, nonostante dei discreti risultati iniziali (avevano più aderenti rispetto ai trotskisti), entrarono in crisi rapidamente e sparirono nel 1941.

### Il Terzo Periodo (1928-1935)
Gli sconvolgimenti avvenuti nel 1928 dentro il CPUSA erano il sintomo di un cambiamento molto più significativo avvenuto dentro la galassia comunista: la decisione di Stalin di interrompere ogni forma di collaborazione con i partiti socialisti, che erano ormai definiti "social-fascisti". Questa politica ha avuto conseguenze particolarmente rilevanti in Germania, dove il Partito Comunista non solo ha rifiutato di collaborare con l'SPD ma ha anche attaccato i suoi membri.
Questa politica di solitaria ricerca della via del potere ha avuto conseguenze negative negli Stati Uniti: nel 1928 il Partito Comunista poteva contare su circa 24.000 membri, mentre nel 1932 la cifra era scesa a 6.000 iscritti.
James P. Cannon si oppose alla politica del "Terzo Periodo" di Stalin e, per tale motivo, fu espulso dal partito. Cannon fondò successivamente la Lega Comunista d'America con Max Shachtman e Martin Abern e iniziò a la pubblicazione della testate The Militant, dalle cui colonne si dichiarò fuori dal CPUSA in quanto a suo dire la politica stalinista avrebbe aiutato Hitler a prendere al potere in Germania. A quel punto i tre fuoriusciti si diedero da fare per promuovere la Quarta Internazionale.
Tra il 1928 ed il 1935, durante il "Terzo Periodo", lo sforzo principale del CPUSA fu quello di creare un sindacato indipendente, la Trade Union Unity League. Foster appoggiò questo tentativo, nonostante costituisse un'incoerenza rispetto a ciò che aveva propugnato precedentemente (ossia l'unità sindacale).
Nel 1930 il partito adottò il nome di Partito Comunista degli Stati Uniti e lo slogan "fronte unico dal basso". Durante la Grande depressione il partito dedicò gran parte della sua energia nella difesa dei diritti dei disoccupati, degli afroamericani, dei contadini e dei lavoratori dipendenti, riuscendo tuttavia a riscuotere consensi moderati. Vennero attirati dentro il CPUSA alcuni estremisti del Partito Socialista e i membri di un gruppo d'emancipazione afro-americana, l'African Blood Brotherhood: alcuni di loro, in particolare Harry Haywood, avrebbero poi giocato un ruolo importante all'interno del mondo del lavoro dei neri.
Nel 1932 William Z. Foster scrisse "Verso un'America Sovietica", opera che esponeva i piani del partito per la rivoluzione e la costruzione di una nuova società socialista basata sul modello dell'URSS. In quello stesso anno Earl Browder divenne segretario generale del Partito: inizialmente Browder rese il partito ancora più legato al PCUS e contribuì a sviluppare il suo apparato segreto di spionaggio; quest'ultima mossa è testimoniata anche dal fatto che egli favorì inoltre l'assunzione di agenti della Narodnyj Komissariat Vnutrennich Del (la stessa sorella minore di Browder, Margerite, era una spia filo-sovietica in Europa sino a quando su richiesta del fratello tornò negli USA). Gli agenti dell'NKVD arrivati negli States fecero in modo che il CPUSA operasse sotto lo stretto controllo dei comunisti russi e di Stalin.

### Il fronte popolare (1935-1939)
La rigidità ideologica del "Terzo Periodo" venne messa in crisi, però, da due eventi: l'elezione di Franklin D. Roosevelt nel 1932 e l'ascesa al potere di Adolf Hitler nel 1933. L'avvento al governo del rappresentante democratico e l'approvazione del National Industrial Recovery Act nel 1933 suscitò un ampio dibattito all'interno del partito, per ciò che concerneva la linea sindacale: mentre la linea ufficiale del partito era ancora rivolta alla formazione di sindacati autonomi d'impronta rivoluzionaria, molti attivisti biasimarono tale scelta e decisero di supportare le unioni del lavoro di sinistra moderata.
La vittoria dei nazisti provocò un cambio di rotta all'interno del Comintern nel 1935: per combattere l'ascesa del fascismo a livello planetario, durante il settimo congresso venne deciso che i comunisti dovevano allearsi con gli altri movimenti di sinistra per dar vita ad un fronte popolare che fosse in grado di respingere l'avanzata dell'estrema destra. A seguito dell'approvazione di questa strategia, il CPUSA smise di opporsi al New Deal e aderì al Congress of Industrial Organizations, un sindacato federale unitario a maggioranza democratica.
I comunisti cercarono anche alleanze con altri partiti e in vista delle elezioni presidenziali del 1936 Earl Browder, candidato presidente del CPUSA, propose al socialista Norman Thomas di fargli da vicepresidente. Thomas rifiutò e nelle consultazioni ottenne lo 0,4% dei voti contro lo 0,2% di Browder (che si era associato, così come aveva fatto Foster nel 1932, a James W. Ford, il primo afroamericano comparso in un ticket presidenziale statunitense).
È da notare che dal punto di vista pratico queste tattiche elettorali avevano un'importanza molto scarsa, in quanto il CPUSA è stato molto più attivo all'interno della lotta sindacale piuttosto che in quella politica. Fin dal 1936 il partito rappresentò un efficace supporto a Roosevelt all'interno del mondo del lavoro e, pur continuando a presentare propri candidati alla presidenza (e ciò tra l'altro non avveniva in tutti gli Stati), de facto si dava seppur tacitamente l'indicazione di votare per il candidato del Partito Democratico in quanto "male minore".
La seconda metà degli anni trenta vide anche lo scatenarsi della guerra civile spagnola: molti comunisti americani, in sinergia coi militanti della sinistra di tutto il mondo, si schierarono in difesa della Repubblica Spagnola e lo fecero tramite la Brigata Lincoln, una delle Brigate Internazionali. La Brigata Lincoln, che si occupò anche di raccolta fondi e aiuto sanitario oltre che di battaglie, è stata la prima organizzazione militare statunitense che accolse sia i neri che i bianchi su base paritaria.
Intellettualmente, il periodo del Fronte Popolare vide l'affermarsi di una forte influenza comunista nella vita intellettuale e artistica degli USA. Questo fenomeno, assolutamente inedito nella storia americana, avvenne attraverso varie organizzazioni controllate direttamente o indirettamente dal partito (che gli anticomunisti chiamavano dispregiativamente "i fronti") che riuscirono spesso a imporre il loro punto di vista nell'ambito di vari dibattiti.
Durante la segreteria di Browder il CPUSA sostenne acriticamente Stalin; il rappresentante dei comunisti definì le Grandi Purghe "un segnale significativo per la causa del progresso dell'umanità", il trotskismo era assimilabile ai "germi del colera" mentre i dirigenti bolscevichi che vennero condannati a morte furono paragonati a Benedict Arnold, Aaron Burr (che durante la guerra d'indipendenza si schierarono con l'Impero Britannico), i traditori della guerra del 1812 e ai confederati della guerra di secessione; allo stesso modo coloro che criticavano Stalin furono comparati a quegli uomini politici che avevano infangato il nome di Roosevelt e di Abraham Lincoln.

### La seconda guerra mondiale e l'immediato dopoguerra (1939-1947)
Proprio quando la politica del Fronte Popolare cominciava a dare i suoi buoni frutti (nel 1938 gli iscritti al partito erano saliti a oltre 75.000) giunse la notizia che l'URSS e il Terzo Reich si erano alleati tramite il patto Molotov-Ribbentrop; la strategia del blocco antifascista non aveva quindi più senso e molti militanti, disorientati, abbandonarono il partito. Il 1º settembre del 1939, quando la Germania attaccò la Polonia dando così il via alla seconda guerra mondiale, Browder sparò a zero contro il governo nazista ma l'11 giunse da Mosca una direttiva in cui si ribadivano le responsabilità del governo polacco. Quando il 17 anche la Russia sovietica attaccò Varsavia tutti i principali comunisti europei abbandonarono la linea del Fronte Popolare per abbracciare quella pacifista; così fece anche il CPUSA, che insieme a Hitler criticò anche l'azione del primo ministro britannico Neville Chamberlain e del leader francese Édouard Daladier, egualmente responsabili dello scoppio delle ostilità. Roosevelt non venne additato di nessuna colpa particolare (in caso contrario l'immediato passato del CPUSA sarebbe stato contraddetto) ma vennero condannati i suoi collaboratori per la politica estera.
Nei mesi di ottobre e novembre, il CPUSA approvò gli attacchi dell'URSS contro le Repubbliche Baltiche, giudicati inevitabili per garantire la sicurezza russa. Poco dopo il leader del Comintern Georgi Dimitrov chiese a Browder di non appoggiare più Roosevelt e dal 23 ottobre partito cominciò i suoi attacchi al presidente. Il CPUSA propose di abrogare il boicottaggio delle merci tedesche, mise in scena delle "veglie perpetue" per la pace e sostenne che Roosevelt era il capo "del partito guerrafondaio della borghesia statunitense". Fino all'aprile del 1940, la linea pacifista della testata comunista Daily Worker sembrava avere venature filo-tedesche: venne per esempio scritto che gli ebrei avevano da temere tanto in Francia e Gran Bretagna che in Germania. Nel frattempo in agosto l'agente dell'NKVD Ramón Mercader uccise Trotsky a picconate e Browder diffuse l'idea che a uccidere il teorico della rivoluzione permanente era stato un suo ex seguace ora deluso.
Le cose cambiarono quando il 22 giugno del 1941 la Germania attaccò l'Unione Sovietica dando il via all'operazione Barbarossa: da questo momento in poi il CPUSA fu molto critico verso il Terzo Reich e venne reclamato a gran voce l'ingresso in guerra degli USA a fianco dell'URSS in nome dell'unità antifascista ancor prima di Pearl Harbor. La nazione si doveva stringere in questo sforzo bellico contro l'Asse e, almeno finché Hitler e Mussolini avrebbero costituito una minaccia per il mondo intero, la prospettiva rivoluzionaria doveva essere accantonata: per questo il partito fu favorevole al perseguimento dei dirigenti del Partito Socialista dei Lavoratori e contrario alla marcia su Washington organizzata da Asa Philip Randolph in rappresentanza del popolo di colore. Lo scrittore Dalton Trumbo e il cantante Pete Seeger, simpatizzanti del partito, accettarono questa linea e pertanto dovettero abiurare la loro condotta anti-bellica precedente.
Secondo Earl Browder l'alleanza tra le potenze Occidentali e l'URSS avrebbe prodotto, a guerra ultimata, un perpetuo periodo di armonia sociale. Per meglio integrare il movimento comunista nella vita americana il partito venne ufficialmente sciolto nel 1944 e sostituito dall'"Associazione Politica Comunista" (alle presidenziali del 1944, quindi, i comunisti non si presentarono). L'armonia tuttavia durò poco, il movimento comunista internazionale oscillò a sinistra al termine del conflitto e la tesi di Browder venne duramente criticata dal Partito Comunista Francese; in conseguenza di ciò, Browder venne espulso dal partito nel 1946 e sostituito al vertice dall'anziano William Z. Foster, che rimase il leader onorario del CPUSA fino al 1958, anno in cui abbandonò la vita politica.
In linea con gli altri partiti comunisti del mondo, anche il CPUSA virò a sinistra e, di conseguenza, per un breve periodo un certo numero critici interni sostenne una linea politica ancora più rivoluzionaria e progressista, che però la leadership non era disposta a tollerare. Il risultato fu l'espulsione di un manipolo di "anti-revisionisti prematuri", come vennero definiti questi militanti.

### La seconda "paura rossa" e il Maccartismo (1947-1958)
Dal 1947 in poi si assistette a una nuova persecuzione del CPUSA; in quell'anno l'amministrazione Truman introdusse il giuramento di fedeltà: i lavoratori federali dovevano garantire di non essere comunisti. Ciò portò al licenziamento di molti militanti del CPUSA e in tal modo venne legittimata l'idea che i comunisti fossero dei sovversivi e non avessero diritto al lavoro né nell'ambito pubblico né in quello privato. Il Comitato per le attività anti-americane mise in atto delle audizioni dove i simpatizzanti per il comunismo furono costretti, sotto la minaccia della rovina della loro carriera, ad elencare gli altri militanti marxisti, inclusi gli affiliati al CPUSA; questo clima ispirò le amministrazioni locali ad adottare i giuramenti di fedeltà e a creare commissioni d'indagine proprie. L'industria cinematografica hollywoodiana si dimostrò ad esempio particolarmente solerte in questa crociata anticomunista: molti attori, registi e sceneggiatori iscritti nella controversa "lista nera" dei filocomunisti furono ostracizzati.
Anche nel movimento sindacale si assistette a qualcosa di analogo: l'opposizione del partito al Piano Marshall e l'appoggio alla candidatura del progressista Henry A. Wallace alle presidenziali del 1948 (il quale ottenne il 2,4% dei voti) furono le motivazioni adottate per giustificare l'espulsione dei comunisti dal CIO nel 1949. I dirigenti sindacali che si opposero a queste misure furono epurati o costretti con la forza a cambiare la propria posizione.
A partire dal 1949, quando l'URSS fece esplodere la sua prima bomba atomica e venne scoperta la presenza di spie sovietiche negli Stati Uniti, il clima d'odio anti-comunista si fece più violento: i repubblicani Richard Nixon e Joseph McCarthy denunciarono la presenza di militanti comunisti nella pubblica amministrazione, nell'esercito e addirittura nel gabinetto Truman. I militanti comunisti Julius ed Ethel Rosenberg vennero condannati a morte a seguito di un celeberrimo caso politico-giudiziario. Gruppi liberali come l'Americans for Democratic Action di Eleanor Roosevelt furono costretti, se non volevano essere sciolti, a dichiarare pubblicamente di essere anticomunisti e infine nel 1954 il Congresso emanò il Communist Control Act, che impose al CPUSA lo scioglimento.
Al culmine del maccartismo, nella seconda metà degli anni cinquanta, il partito poteva contare solo su 5.000 militanti (erano circa 80.000 nel 1944), di cui 1.500 erano informatori dell'FBI: i servizi segreti statunitensi favorivano l'infiltrazione e la delazione all'interno del partito comunista al fine di poterne controllare ogni movimento. Il movimento riuscì tuttavia, seppur a stento, a sopravvivere e l'azione di queste spie interne venne paralizzata: con questa motivazione il capo dell'FBI, J. Edgar Hoover, pagò alcuni gruppi comunisti nella speranza di corromperli e di averli sotto controllo. "Se fosse stato per me" disse Hoover nel 1963 "non ci sarebbe un partito comunista degli Stati Uniti. L'ho finanziato solo al fine di poterlo controllare meglio". Il capo delle operazioni d'intelligence dell'FBI in quel periodo, William Sullivan, dichiarò che Hoover era un bugiardo ben consapevole del fatto che il CPUSA fosse un partito ormai moribondo; nonostante ciò fosse sotto gli occhi di tutti, McCarthy continuò quotidianamente ad attaccarlo per favorire la sua carriera politica.

### Il partito in crisi (1956-1989)
La rivolta ungherese del 1956 e il discorso di Nikita Sergeevič Chruščëv al XX Congresso del PCUS ebbero degli effetti disastrosi sulla leadership precedentemente stalinista del CPUSA. Molti militanti abbandonarono il partito mentre il giornalista John Gates, direttore del Daily Worker, propose al partito di svecchiarsi e cambiare completamente struttura. Proprio il Daily Worker, quotidiano fondato nel 1924, fu nel 1958 costretto a chiudere i battenti a causa del drastico calo dei lettori.
La crisi del partito proseguì senza sosta: una lunga diaspora ridusse al minimo gli iscritti e demoralizzò quei pochi che restarono. Tuttavia in molti si impegnarono in nuove cause civili, il CPUSA contribuì alla creazione della New Left negli anni sessanta e alla pubblicazione delle testate progressiste National Guardian e Monthly Review. Seppur ormai ridotto al rango di movimento minuscolo, il partito ritrovò negli anni sessanta una certa unità.
Nel 1959 divenne leader del partito l'ex operaio siderurgico Gus Hall; pur essendo molto vicino alle idee del suo mentore Foster, Hall era favorevole a un partito ancora più ortodosso che facesse dell'anti-revisionismo la sua bandiera: pertanto il CPUSA prese posizione contro Chruščёv e rimase per molti anni ancorato all'ideologia stalinista.
In conseguenza di ciò il partito subì due scissioni: i revisionisti diedero vita al Partito Laburista Progressista nel 1961 mentre i maoisti si distaccarono per creare il Nuovo Movimento Comunista nel 1969. Venne coinvolto in queste scissioni anche Jack Shulman, che era il principale collaboratore di Foster: Shulman non venne espulso dal partito, ma si dimise da ogni incarico che aveva all'interno del CPUSA. Nonostante l'esodo dei sostenitori di Chruščёv e di Mao, il partito registrò un miglioramento e negli anni settanta poté contare su 25.000 iscritti.
A seguito delle presidenziali del 1984 (vinte dal politico forse più anticomunista dello scacchiere statunitense, Ronald Reagan) Gus Hall, che così come quattro anni prima aveva scelto come candidata vicepresidente l'insegnante afroamericana nonché femminista Angela Davis, decise che il partito non si sarebbe mai più presentato alle consultazioni elettorali.
Durante la seconda metà degli anni ottanta e tutti gli anni novanta, il partito si impegnò fortemente in una campagna di proselitismo nei quartieri più poveri e degradati degli States: di conseguenza, ci sono molti giovani, ispanici e neri tra i membri dell'organizzazione.

### Dalla caduta del muro di Berlino ai giorni nostri

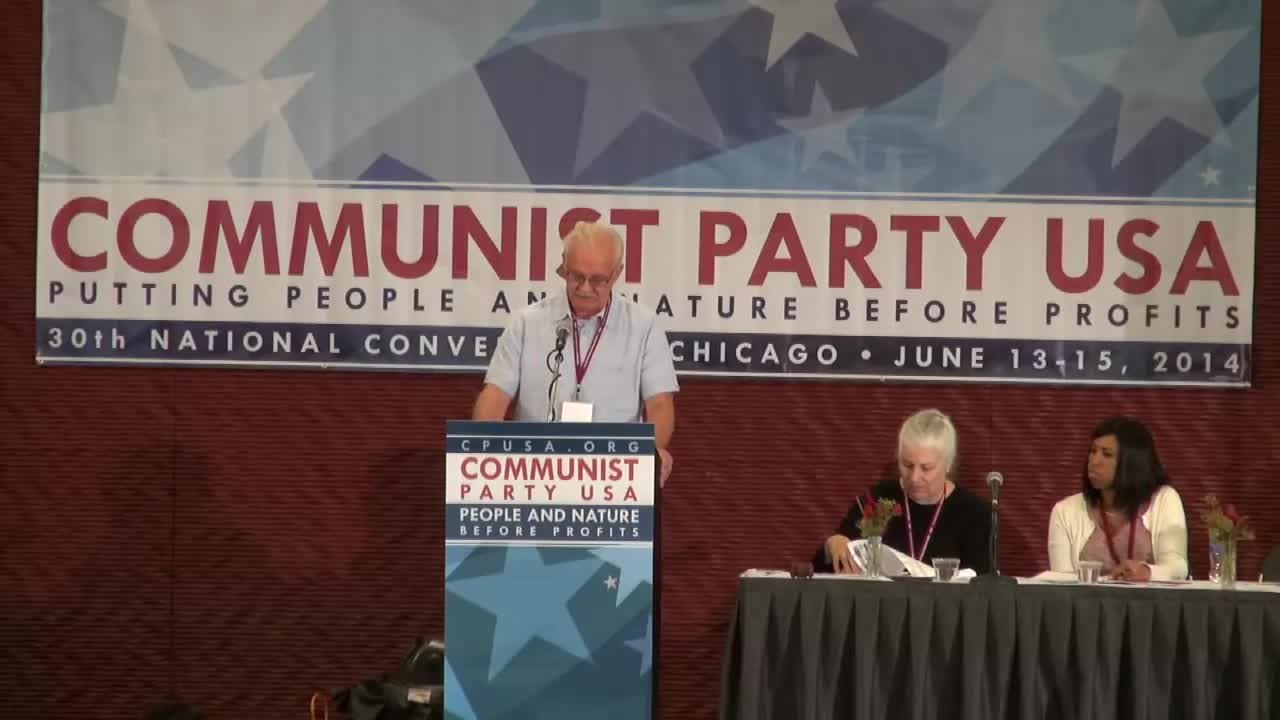
La 30ª Convention Nazionale a Chicago nel 2014

La caduta del muro di Berlino e il collasso dell'Unione Sovietica ebbero come particolare conseguenza l'aumento delle affiliazioni al partito: in molti pensarono che adesso il CPUSA, ormai libero dal giogo sovietico, avrebbe potuto elaborare una politica più originale ed efficace.
Il CPUSA ha ancora un ufficio elettorale, anche se esso lavora quasi esclusivamente sotto la bandiera democratica. Negli ultimi anni, il partito si è impegnato in una dura opposizione al Partito Repubblicano, giudicato di estrema destra e fascista. Come conseguenza di questa linea strategica, il CPUSA sostiene con forza la vittoria dei candidati del Partito Democratico contro i repubblicani: il Partito Comunista continua a sostenere che entrambi i partiti sono di natura capitalistica, ma l'appoggio ai democratici è necessario se si vuole bloccare il dominio conservatore negli USA. In molti, contrari a questa scelta del "male minore" (recepita come una resa del partito al capitalismo), hanno lasciato il CPUSA per legarsi ad altri movimenti.
Ideologicamente, il partito non appare più unito come una volta. Un recente articolo della rivista marxista Political Affairs ha espresso sostegno verso il Partito Comunista Cinese, di cui veniva apprezzata anche la scelta di mantenere delle strutture capitaliste: nell'articolo vi era infatti scritto che la Cina aveva bisogno, prima di approdare al comunismo, della transizione dal feudalesimo al capitalismo che, come Lenin aveva affermato, poteva durare vari decenni. Altri articoli pubblicati nello stesso foglio però avevano un taglio completamente diverso e la dirigenza cinese veniva criticata in quanto revisionista e non comunista.
Negli ultimi tempi sembra essersi affermata la linea filo-cinese: nel 2002 due militanti del partito, Marilyn Bechtel e Debbie Bell, andarono in Cina e descrissero in toni entusiastici le loro impressioni sul governo della repubblica popolare su People's World, il nuovo quotidiano ufficiale del CPUSA. Nell'articolo vennero elogiate "l'energia e la compattezza dimostrate dal PCC e dal popolo cinese nella costruzione del socialismo in un paese in via di sviluppo costretto a confrontarsi con un'economia sempre più globalizzata".
Una panoramica della linea politica corrente del CPUSA si trova nella relazione di Sam Webb, presidente del partito dal 2000, intitolata Riflessioni sul socialismo. L'articolo espone il sostegno del Partito ad una società democratica, anti-razzista, anti-sessista e di estrema sinistra. Il rapporto parla anche della caduta del comunismo in Europa orientale: la caduta dei regimi sarebbe dovuta al non sufficiente sviluppo della democrazia in essi. Nel testo si può leggere che "il socialismo ha trasformato e modernizzato società arretrate, garantito importanti diritti economici e sociali, aiutato molti paesi a liberarsi dal giogo colonialista, contribuito in modo decisivo alla vittoria sul nazismo, costituito con la sua presenza una pressione sulle classi dominanti del mondo al fine di fare concessioni alla classe operaia e ha agito come un contrappeso alle ambizioni aggressive dell'imperialismo degli Stati Uniti per quasi cinquanta anni".
La relazione sottolinea la dedizione del partito alla lotta rivoluzionaria, ma gli americani dovrebbero cercare di fare la rivoluzione in maniera pacifica. Inoltre Webb afferma che il capitalismo non può risolvere problemi come la stagnazione economica, il razzismo, il sessismo e la povertà. Nella relazione si parla di molte fasi di transizione dal capitalismo al socialismo e infine al comunismo. Sulla questione del mercato in una società socialista, Webb scrive: "i meccanismi di mercato in una società socialista sono in grado di generare disuguaglianze, sproporzioni e gli squilibri. Ma questo non è motivo sufficiente per concludere che i mercati non hanno posto in una economia socialista".
Il CPUSA sostiene i diritti degli Stati e dei popoli attaccati dall'imperialismo statunitense, ma è un partito votato alla filosofia della non violenza e predica l'astensione da ogni manifestazione aggressiva e di forza. Per il CPUSA la violenza manifestatasi nella storia moderna è il risultato del tentativo della classe dominante di fermare il progresso sociale.
Gli archivi del Partito Comunista statunitense sono stati donati nel marzo del 2007 alla Biblioteca Tamiment della New York University. La donazione di massa, in 12.000 cartoni, include la storia dalla fondazione del partito, 20.000 libri e opuscoli e un milione di fotografie provenienti dagli archivi del Daily Worker. La Biblioteca Tamiment detiene inoltre una copia dei microfilm del Partito Comunista, dei documenti tratti da archivi sovietici posseduti dalla Biblioteca del Congresso, nonché di altri materiali che documentano la storia dei movimenti radicali e di sinistra.
Alle elezioni presidenziali del 2008 il CPUSA ha appoggiato la candidatura di Barack Obama, definito da Webb "avvocato difensore del popolo".

## Leader del partito
- Charles Ruthenberg, segretario generale (1919–1927), James P. Cannon, portavoce del partito (1919–1928)
- Jay Lovestone (1927–1929)
- William Z. Foster (1929–1934)
- Earl Browder (1934–1945)
- Eugene Dennis, segretario generale (1945–1959) e William Z. Foster, portavoce del partito (1945–1957)
- Gus Hall (1959–2000)
- Jarvis Tyner, vicepresidente esecutivo (dal 1993)
- Sam Webb (2000-2014)
- John Bachtell (2014-2019)
- Rossana Cambron e Joe Sims, co-presidenti (dal 2019)

### Candidati alla presidenza
- 1924 - William Z. Foster & Ben Gitlow
- 1928 - William Z. Foster & Ben Gitlow
- 1932 - William Z. Foster & James W. Ford
- 1936 - Earl Browder & James W. Ford
- 1940 - Earl Browder & James W. Ford
- 1948 - nessun candidato: sostegno al candidato progressista Henry A. Wallace
- 1952 - nessun candidato: sostegno al candidato progressista Vincent Hallinan
- 1968 - Charlene Mitchell & Michael Zagarell
- 1972 - Gus Hall & Jarvis Tyner
- 1976 - Gus Hall & Jarvis Tyner
- 1980 - Gus Hall & Angela Davis
- 1984 - Gus Hall & Angela Davis

N.B. Secondo il sito del partito: "Il Partito Comunista non sostiene candidati di altri partiti, ma siamo profondamente coinvolti nella mobilitazione delle persone a partecipare alle elezioni".

## Iscritti
- 1930: 40 000
- 1939: 100 000
- 1942: 85 000
- 1956: 10 000
- 2011: 2 000
- 2017: 5 000